# Майра Бредвелл
Майра Колбі, у шлюбі Бредвелл (нар. 12 лютого 1831 — пом. 14 лютого 1894) — американська видавниця, суфражистка та феміністка, що добивалася права для жінок працювати в юридичній сфері. У 1869 році намагалася стати першою жінкою в колегії адвокатів штату Іллінойс для юридичної практики, але Верховний суд штату Іллінойс у 1870 році та Верховний суд США у 1873 році відмовили їй у допуску, ухваливши рішення про відокремлення жіночої сфери. З 1868 року Бредвелл заснувала та видавала «Чикаго лігал ньюс», висвітлюючи закон. Тим часом під впливом її справи, у 1872 році законодавчі збори Іллінойсу прийняли закон штату, який забороняє дискримінацію за статтю при прийнятті на будь-яку вакансію чи професію (за винятком військових).
Незадовго до її смерті у 1894 році Верховний суд штату Іллінойс за власним бажанням, в знак її вшанування, надав Бредвелл допуск до колегії адвокатів штату Іллінойс у 1890 році, а Верховний суд США наслідував цей приклад через два роки. У 1994 році Майра Бредвелл внесена до Національної зали слави жінок.

## Ранні роки та сімейне життя
Майра Колбі народилася 12 лютого 1831 року в Манчестері, штат Вермонт, у родині Ебена Колбі й Ебігейл Віллі. У її дитинстві сім'я жила у Вермонті та на західній частині Нью-Йорка. Коли їй виповнилося 12, сім'я переїхала до Шаумбурга. Вона навчалася в школі у Кеноші, а пізніше вступила до жіночої семінарії Елгіна в Іллінойсі.
У 1852 році Майра Колбі вступила в шлюб з Джеймсом Б. Бредвеллом. Через два роки вони переїхали до Мемфіса. Чоловік керував приватною школою, у якій Майра стала вчителькою. До 24-річчя вона завершила формальну освіту та самостійно опановувала юридичну практику. Після закінчення навчання стала шкільною вчителькою.
У 1855 році вони переїхали до Чикаго, де чоловіка прийняли до Чиказької адвокатури. Він став успішним адвокатом і суддею. У 1873 році його обрали до Генеральної асамблеї. Пара виховувала чотирьох дітей: Джеймса, Майру, Томаса та Бессі. Джеймс і Майра померли у ранньому віці.

## Кар'єра
Через кілька років після одруження чоловіка Майри прийняли до колегії адвокатів Іллінойсу, Майра Бредвелл почала офіційне навчання в галузі права. Вона стажувалася в офісі чоловіка та допомагала йому в юридичних дослідженнях і письмовій роботі. Ускладнення виникли через закони, які забороняли одруженим жінкам мати власність. Здатність володіти майном була необхідною навіть для того, щоб стати нотаріусом.
Майра Бредвелл збирала кошти для допомоги пораненим солдатам під час громадянської війни в США. Вона вступила до Північно-Західної санітарної комісії.
У 1868 році Бредвелл заснувала «Чикаго лігал ньюс». З юридичною допомогою чоловіка вона переконала легіслатуру штату Іллінойс прийняти закон, за яким вона змогла працювати редакторкою і бізнес-менеджеркою в компанії Chicago Legal News (вона мала інші видання, випускала канцелярські товари та юридичні бланки). Хоча офіси видавництва знищила Велика пожежа в Чикаго 1871 року, вона продовжувала виходити. Широко розповсюджена газета публікувала інформацію про судові висновки, закони та судові розпорядження, а також мала функцію макрейкера. Репортери критикували корупцію в місцевій адвокатурі та судовій системі та закликали до регулювання залізничного транспорту. Бредвелл також була сповнена рішучості покращити статус жінок у суспільстві, тому в газеті була колонка «Закон, який стосується жінок».
Щоб підтримати виборче право жінок і прагнення знайти роботу, Майра Бредвелл допомогла написати Закон штату Іллінойс про власність одружених жінок 1861 року. Разом з Альтою М. Гулетт вона написала Закон про прибутки 1869 року; обидва законопроєкти дозволяли одруженим жінкам контролювати свої доходи та майно. У серпні 1869 року федеральний суддя з Сьомого окружного апеляційного суду та прокурор штату перевірили правоздатність Бредвелл, визнали її кваліфікованою та запропонували звернутися до Верховного суду штату Іллінойс за ліцензією на адвокатську діяльність. Її заяву відхилили на тій підставі, що як одружена жінка, вона не могла укладати жодних юридичних договорів, необхідних у юридичній практиці. 5 лютого 1870 року Вищий суд штату Іллінойс знову відмовив їй у позові про отримання адвокатської ліцензії на підставі статі. Головний суддя Чарльз Б. Лоуренс заявив, що «Бог створив статі так, щоб вони займалися різними сферами діяльності».
Бредвелл звернулася до Верховного суду США, стверджуючи, що відмова прийняти її до адвокатури за статтю порушує її конституційні права згідно з Чотирнадцятою поправкою («Жоден штат не має права ухвалювати або застосовувати будь-які закони, які обмежують привілеї та імунітети громадян США; жоден штат не позбавляє будь-яку особу життя, свободи чи власності без належної судової процедури; а також не відмовляє будь-якій особі в межах своєї юрисдикції в рівному захисті законів…»). Попри зусилля сенатора Метью Гейла Карпентера, який виступав на її користь, суд вирішив 8 проти 1, що положення про привілеї та імунітети Чотирнадцятої поправки не включає право займатися професією. Суддя Джозеф Бредлі писав: «Природна й належна боязкість і делікатність, які притаманні жіночій статі, очевидно, не придатні для багатьох занять у цивільному житті… Найважливішим призначенням і місією жінки є виконання благородних і добрих обов'язків дружини та матері. Це закон Творця». Бредвелл проти Іллінойсу, 83 США (16 Волл.) 130 (1873). У суді зазначили:
1. Жінкам не дозволять займатися адвокатською діяльністю.
2. Інший результат відкрив би шляхи, і багато жінок захотіли б піти стопами Бредвелл[5].
3. Жорстокі випадки не підходять жінці.
4. Держава хвилювалася щодо впливу жінок на адміністративний офіс.

У 1873 році Верховний суд також відмовив їй у допуску до юридичної професії через стать. Того ж року губернатор штату Іллінойс відмовив їй у призначенні на посаду державного нотаріуса.
Тим часом у 1872 році, під впливом її справи, легіслатура штату Іллінойс прийняла новий закон про те, що «Нікого не можна позбавити займатися будь-якою діяльністю (крім військової справи) за ознакою статі», закон 1875 році дозволив жінкам ставати нотаріусами. Бредвелл продовжила свою роботу в «Чикаго лігал ньюс», де займалась видавничою справою, бізнес-менеджментом і обіймала посаду головної редакторки. Вона також стала активною учасницею руху за жіноче виборче право, обіймаючи посаду секретарки Асоціації жіночого виборчого права Іллінойсу.
Попри зміни в законі, Бредвелл не намагалася отримати ліцензію, хоча вона допомагала жінкам в інших штатах, які вивчали право, внести зміни в законодавство та отримати юридичні ліцензії у своїх штатах. Вона наполягала на тому, що рівноправність жінок є позапартійним питанням. У Вашингтоні, округ Колумбія, адвокатка-феміністка Белва Локвуд лобіювала в Конгресі прийняти антидискримінаційний законопроєкт, який дозволив жінкам працювати у федеральних судах. Його прийняли у 1879 році, президент Резерфорд Гейз підписав його.
У 1879 році Белва Локвуд стала першою жінкою, допущеною до колегії адвокатів Верховного суду США, у 1880 році — першою жінкою, яка виступала у справі. Пізніше їй відмовили в прийнятті до колегії адвокатів Вірджинії, у 1893 році Верховний суд США відмовився змусити Вірджинію прийняти її, посилаючись на своє рішення у справі Бредвелл. Тим часом у 1890 році Верховний суд штату Іллінойс, діючи за власною ініціативою, вшанував її, схваливши початкову заяву Бредвелл. 28 березня 1892 року Бредвелл отримала дозвіл на практику у Верховному суді США. Верховний суд штату Іллінойс і Верховний суд США визнали Бредвелл, nunc pro tunc, що роком її прийняття офіційно, хоча й символічно, був 1869 рік.

## Смерть і спадщина

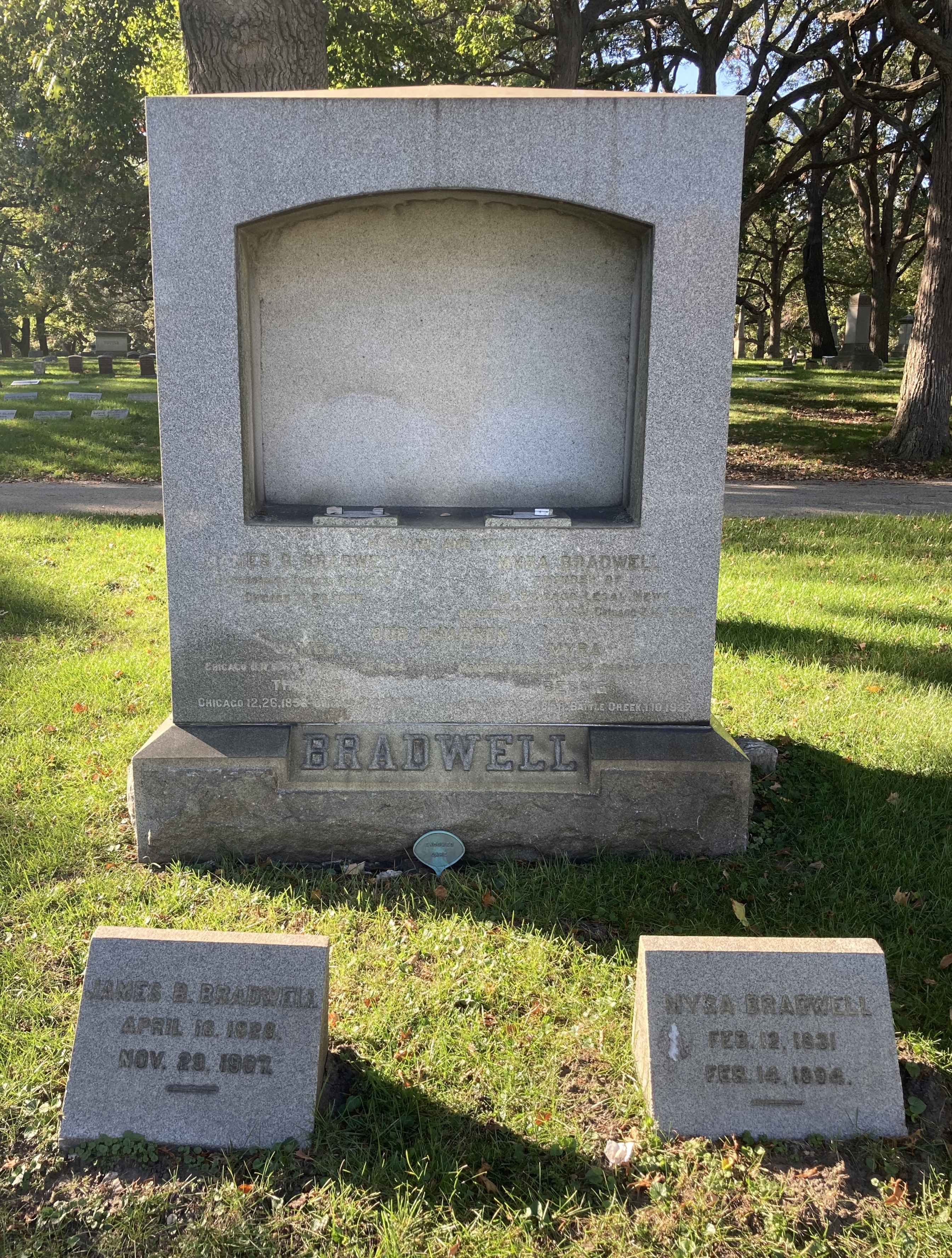
Могила Бредвелл на цвинтарі Роузгілл

Майра Бредвелл померла від раку 14 лютого 1894 року, через чотири роки після того, як її прийняли до адвокатури. Вона похована на цвинтарі Роузгілл у Чикаго. Її донька, Бессі Бредвелл Гелмер, пішла слідами матері, закінчивши юридичну школу у 1882 році та видаючи «Чикаго лігал ньюс» до 1925 року. Її син Томас Бредвелл також став юристом і керував друкарнею. У 1889 році у Чикаго відкрили початкову школу, яку назвали на її честь.
Її онука та тезко Майра Бредвелл Гелмер Прітчард стала відомою гравчинею в гольф.

## Додаткова література
- «Bradwell, Myra Colby.» Encyclopædia Britannica from «Encyclopædia Britannica Premium Service», Accessed February 14, 2006.
- Mezey, Susan Gluck. «Bradwell, Myra Colby.» American National Biography Online.
- «Myra Bradwell Award.», Minnesota Women Lawyers.
- Schultz, Rima Lunin, and Adele Hast, Women Building Chicago, 1790—1990: A Biographical Dictionary (Блумінгтон, IN: Indiana University Press, 2001).